# Paecilaema acuriguensis
Paecilaema acuriguensis is een hooiwagen uit de familie Cosmetidae.